# Olmedilla del Campo
Olmedilla del Campo es un localidad española del municipio de Campos del Paraíso, perteneciente a la provincia de Cuenca, en la comunidad autónoma de Castilla-La Mancha.

## Geografía
Olmedilla del Campo se sitúa en la comarca de La Alcarria y limita con las localidades de Carrascosa del Campo, Loranca del Campo, Valparaíso de Arriba, Valparaíso de Abajo, con los que forma el municipio de Campos del Paraíso desde 1971. Se encuentra situada a una altitud de 920 m s. n. m.

## Demografía
| Gráfica de evolución demográfica de Olmedilla del Campo entre 1842 y 1970 |
| |
| Población de derecho según los censos de población del INE Población de hecho según los censos de población del INEEntre el censo de 1981 y el anterior, este municipio desaparece porque se integra en el municipio Campos del Paraíso |

## Patrimonio
- Iglesia de Santa Lucía: iglesia barroca de principios del siglo XVIII. Iglesia con planta de cruz latina, está abovedada en el crucero. Ha recibido una serie de restauraciones en las últimas décadas.
- Ermita de San Roque: Data del siglo XVII.